# پوکینگ
پوکینگ (به آلمانی: Pöcking) یک شهر در آلمان است که در بایرن واقع شده‌است.

## خصوصیات
پوکینگ ۲۰٫۹۶ کیلومترمربع مساحت دارد ۶۷۲ متر بالاتر از سطح دریا واقع شده‌است.